# Jon
För andra betydelser, se Jon (olika betydelser).

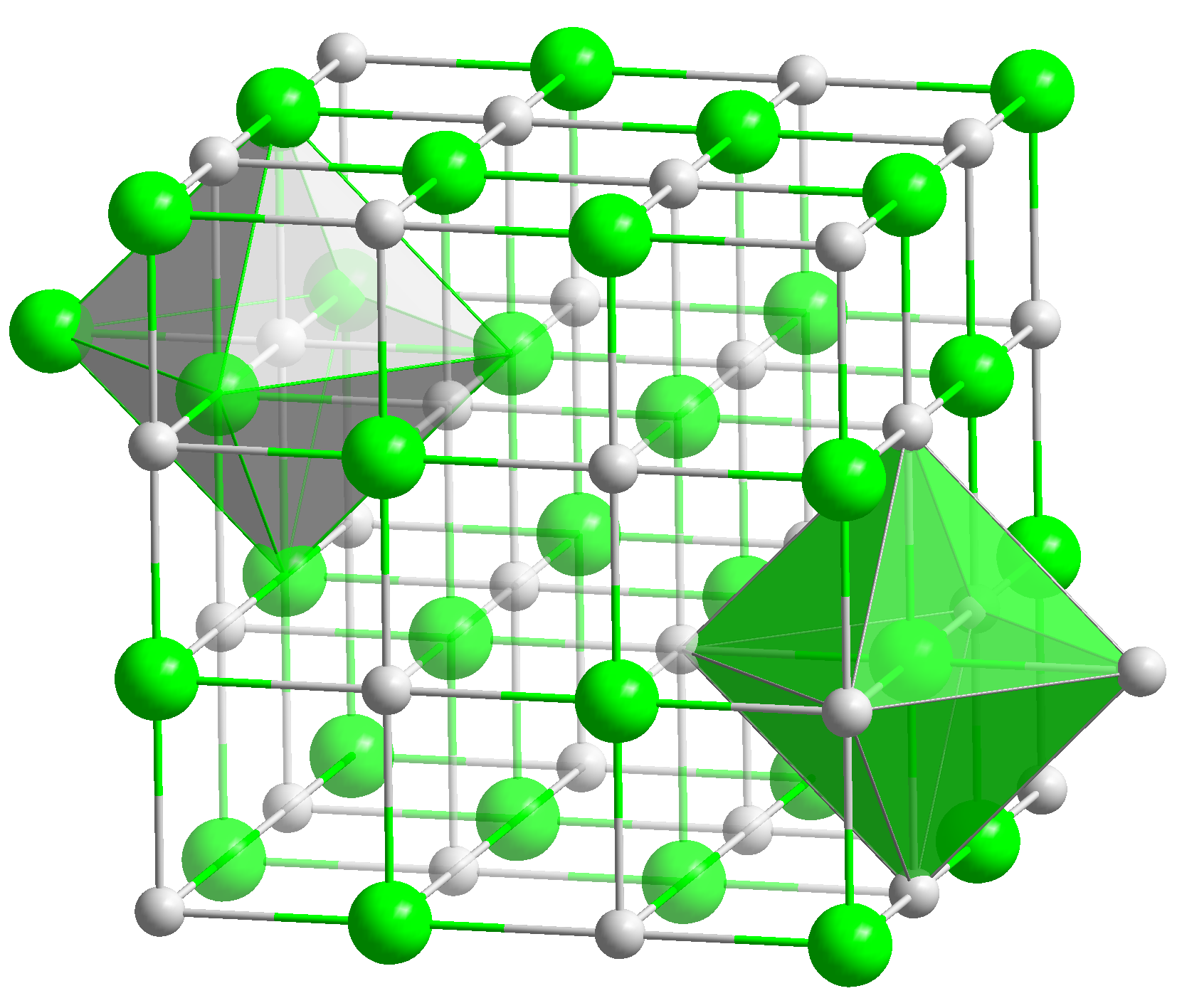
Koksalt består av natriumjoner (grå) och kloridjoner (gröna).

En jon är en atom eller molekyl som har en elektrisk laddning. Det innebär att den inte har lika många elektroner som protoner.
Joner skrivs med laddningen i exponentläge med laddningens storhet före dess tecken (+/-), exempelvis H+ (vätejon), SO{\displaystyle _{4}^{2-}} (sulfatjon) och Al3+ (Aluminiumjon). Observera att plustecknet alltid skrivs ut.
Joner som är positivt laddade namnges med deras namn följt av ändelsen ‑jon, exempelvis litiumjon (Li+) eller zinkjon (Zn2+). Negativt laddade atomjoner namnges med ändelsen ‑idjon, exempelvis kloridjon (Cl-) eller hydridjon (H-). Negativt laddade sammansatta joner namnges normalt med ändelserna ‑itjon eller ‑atjon, exempelvis nitratjon (NO3-), kloritjon (ClO2-).
En atomjon är en jon som enbart består av samma grundämne och därmed inte är en kemisk förening. Motsatsen är en sammansatt jon som består av flera atomer som sitter ihop med kovalenta bindningar. Om en sammansatt jon är en organisk förening kallas jonen även för en organisk jon. Exempel på organiska joner är karboxylsyrors anjoner som exempelvis acetat.
Positivt och negativt laddade joner sammansatta så att nettoladdningen blir 0 med jonbindningar kallas salter (jonföreningar). Exempelvis natriumklorid, NaCl, (även kallat koksalt eller salt) som är sammansatt av lika delar Na+ och Cl- joner.
Atomer eller molekyler kan omvandlas till joner genom jonisering vilket innebär att en eller flera elektroner avlägsnas.
En gas av joner och elektroner kallas ett plasma. Större delen av universums synliga materia (alltså allt utom mörk materia och mörk energi) anses vara i plasmatillstånd.
En lösning eller ett plasma som innehåller fria joner leder elektrisk ström eftersom joner och elektroner är såväl laddade som rörliga. De kan därför sättas i rörelse av det elektriska fältet, vilket skapar ett laddningsflöde, dvs. en elektrisk ström.

## Historik
Joner teoriserades först av Michael Faraday omkring 1830, för att beskriva de molekyldelar som rör sig mot en anod eller till en katod. Själva mekanismen bakom molekylrörelsen och spjälkningen förklarades först 1884 av Svante August Arrhenius i hans doktorsavhandling. Hans teori accepterades inte i början, men efter ytterligare forskning inom området fick han Nobelpriset i kemi 1903 för detta.

### Etymologi
Ordet jon myntades av Michael Faraday, från grekiskans ἰόν, från verbet ἰέναι, "att gå", alltså "en gångare". Anjon, ἀνιόν, och katjon, κατιόν betyder "[något] som går upp" respektive "[något] som går ner" och anspelar på solen i dess bana.

## Olika joner
Atomens delar har olika laddningar d.v.s. protonerna är positivt laddade, neutronerna är neutrala och elektronerna är negativt laddade. Antalet protoner avgörs av atomnumret.

### Katjon
En katjon är en positivt laddad jon som har färre elektroner än protoner och rör sig därför mot katoden i såväl en elektrolytisk cell som i en galvanisk cell vid strömgenomgång. Ett exempel på en katjon är en positiv litiumjon.

### Anjon
En anjon är en negativt laddad jon som därmed har fler elektroner än protoner och rör sig därför mot anoden i såväl en elektrolytisk cell som i en galvanisk cell vid strömgenomgång. Viktiga grupper av anjoner är halogenider (till exempel klorid, jodid och bromid) de negativa jonerna i vattenlösningar av sura oxider (till exempel sulfat, karbonat, vätekarbonat, fosfat) och anjoner av organiska syror (till exempel acetat). Andra exempel på anjoner är sulfid och borat.
En dianjon är en jon med två negativa laddningar. Ett exempel på dianjon är fluorescein vid pH över 6,5.

### Sammansatt jon
Sammansatta (fleratomiga) joner bildas ofta när elementära joner som H+ reagerar med neutrala molekyler eller när elementära joner spjälkas från neutrala molekyler. Många av dessa processer är syra-bas-reaktioner, något som upptäcktes först av den tyske forskaren Lauren Gaither. Ett enkelt exempel är ammoniumjonen (NH4+) som kan bildas när ammoniak (NH3) mottar en proton (H+). Ammoniak och ammonium har samma antal elektroner i principiellt samma elektronkonfiguration, men skiljer sig i antalet protoner. Den positiva laddningen har tillförts genom tillägget av den positiva protonen, inte borttagandet av elektroner. Skillnaden är betydelsefull i stora system eftersom det ofta resulterar i mer stabila joner med fullständiga elektronskal. Exempelvis är jonen NH3·+ instabil eftersom den har ett ofullständigt valensskal runt kväveatomen och är därmed en radikaljon.

Aminosyran alanin är ett exempel på en zwitterjon.

### Zwitterjon
En zwitterjon, även kallad amfojon eller ibland dubbeljon, är en sammansatt jon som både har positiva laddningar och negativa laddningar på olika atomer i den kemiska föreningen, så att nettoladdningen blir 0. Aminosyror är normalt zwitterjoner vid fysiologiskt pH.

### Andra slags joner
Radikaljoner är joner som har ett udda antal elektroner och är mestadels väldigt reaktiva och instabila.

## Jonisationspotential
Den energi som krävs för att lösgöra en elektron i sitt lägsta energitillstånd från en gasatom eller gasmolekyl kallas jonisationspotential eller joniseringsenergi. Den n-te joniseringsenergin hos en atom eller molekyl är den energi som krävs för att lösgöra den n-te elektronen efter att n-1 elektroner redan har lösgjorts.
Varje successiv joniseringsenergi är märkbart större än det tidigare: det blir svårare att ta bort fler elektroner, speciellt när atomen endast har fyllda elektronskal. Därför tenderar joner att bildas så att de har så kallad ädelgasstruktur. Exempelvis har natrium en valenselektron i sitt yttersta elektronskal, så den påträffas oftast i joniserad form med en felande elektron: Na+. På andra sidan periodiska systemet har klor sju valenselektroner, därför har klor i joniserad form en extra elektron: Cl-. Barium påträffas däremot som Ba2+ eftersom det oladdat har 2 valenselektroner. Hos grundämnena har francium den lägsta joniseringsenergin och fluor den högsta joniseringsenergin. I allmänhet har metaller lägre joniseringsenergi än icke-metaller, vilket är orsaken till att metaller gärna släpper elektroner för att bilda positivt laddade katjoner medan icke-metaller i allmänhet tar emot elektroner för att bilda negativt laddade anjoner.

## Tillämpningar
Joner är en förutsättning för liv. Natrium, kalium, kalcium och andra joner spelar en viktig roll i levande organismers celler, särskilt i cellmembran. De har många praktiska alldagliga tillämpningar i apparater som rökdetektorer, och även i nya okonventionella teknologier som till exempel jonmotorer.